# Lancaster (Kentucky)
Lancaster is een plaats (city) in de Amerikaanse staat Kentucky, en valt bestuurlijk gezien onder Garrard County.

## Demografie
Bij de volkstelling in 2000 werd het aantal inwoners vastgesteld op 3734.
In 2006 is het aantal inwoners door het United States Census Bureau geschat op 4372, een stijging van 638 (17,1%).

## Geografie
Volgens het United States Census Bureau beslaat de plaats een oppervlakte van
4,6 km², geheel bestaande uit land. Lancaster ligt op ongeveer 313 m boven zeeniveau.

## Plaatsen in de nabije omgeving
De onderstaande figuur toont nabijgelegen plaatsen in een straal van 24 km rond Lancaster.